# Заикин, Александр Владимирович (хоккеист)
Александр Владимирович Заикин (род. 12 апреля 1951, Сталинск, Кемеровская область) — советский хоккеист, нападающий. Мастер спорта СССР (1970). Тренер, функционер.

## Биография
Бронзовый призёр юношеского чемпионата СССР 1964/65 в составе новокузнецкого «Металлурга». В первенстве СССР отыграл за команду шесть сезонов (1968/69 — 1974/75). Первый воспитанник «Металлурга», ставший чемпионом Европы среди юниоров (1970), за что ему было присвоено звание мастера спорта.
Работал в «Металлурге» тренером (1987/88 — 1988/89), главным тренером (1990/91 — 1993/94), вывел клуб в МХЛ по итогам сезона 1991/92. Президент (1994—1997), вице-президент (2000) клуба.